# Kranídi
Kranídi (en grec moderne : Κρανίδι) est une ville grecque du Péloponnèse. Selon le recensement de 2011, elle compte 4 441 habitants permanents. 

## Géographie
Kranídi, placée dans la partie orientale de l'Argolide, est distante de 38 kilomètres de Nauplie, et se situe à 28 kilomètres au sud d'Épidaure et à 8 kilomètres à l'ouest d'Hermione. Elle appartient, à la suite du programme Kallikratis de 2011, au district municipal de Kranídi, lui-même rattaché au dème d'Hermionide.
La zone péri-urbaine de Kranídi est constituée de basses collines, couvertes d'oliviers et de petites forêts. La ville elle-même est à environ quatre kilomètres de la côte. Plusieurs villages du district municipal de Kranídi sont situés sur la côte de la mer Égée, comme Kiláda, Pórto Chéli et la plage de Doroúfi (el).

## Histoire
Kranídi fut l'un des centres de l'insurrection grecque de 1777. Après l'échec de la rébellion, de nombreux habitants abandonnèrent la région afin d'éviter les persécutions ottomanes. Beaucoup d'entre eux ont cherché refuge loin du Péloponnèse, en Europe et en Russie. Beaucoup ont également migré vers Chypre.